# Moustapha Cissé
Moustapha Diaba Cissè (Conakry, 14 settembre 2003) è un calciatore guineano, attaccante dell'Atalanta U23.

## Biografia
Nato a Conakry in Guinea, Cissé lascia il Paese in seguito alla morte del padre, arrivando in Italia nel 2019.
All'inizio del 2020, viene trasferito a Carmiano, in provincia di Lecce, venendo poi accolto dalla cooperativa Rinascita di Copertino.

## Carriera

### Gli inizi
Cissè inizia a giocare a calcio nella Rinascita Refugees, squadra con base nei comuni di Copertino, Carmiano e Leverano, gestita dalla cooperativa Rinascita e composta solo da richiedenti asilo, iscritta al campionato di Terza Categoria. Inizialmente non tesserabile per le partite di campionato, a causa delle regole della FIFA sui calciatori non beneficiari di protezione internazionale, l'attaccante prende comunque parte ad incontri amichevoli e al torneo del Progetto Rete, organizzato dalla FIGC.
Una volta completato il suo tesseramento da parte della Rinascita Refugees nel 2021, nei sei mesi trascorsi con la squadra Cissè realizza 18 reti in sole otto partite, contribuendo alla promozione in Seconda Categoria.

### Atalanta
Dopo essere stato seguito dagli osservatori dell'Atalanta per circa un anno, e aver svolto un provino con il club orobico, Cissè viene ingaggiato a titolo definitivo dai bergamaschi nel febbraio del 2022, firmando un contratto triennale da professionista.
Viene quindi aggregato alla squadra Primavera, dove si mette in mostra con tre reti in quattro partite. In seguito a queste prestazioni, il 12 marzo 2022 viene convocato per la prima volta in prima squadra dall'allenatore Gian Piero Gasperini. Il 20 marzo seguente, a 18 anni e 187 giorni, debutta fra i professionisti e in Serie A, subentrando a Luis Muriel al 65° minuto della gara di campionato in casa del Bologna; all'82º minuto, segna la sua prima rete da professionista, mettendo a segno il gol che decide la partita (0-1).
Nel giugno del 2022, viene incluso nella lista dei 100 candidati per il Premio Golden Boy, assegnato da Tuttosport al miglior calciatore Under-21 militante nella massima serie di un campionato europeo.

#### Prestiti a Pisa e Südtirol
Il 5 agosto 2022, Cissé passa in prestito con diritto di riscatto e contro-riscatto al Pisa, in Serie B. Fa quindi il suo debutto con il club toscano il giorno seguente, nella partita di Coppa Italia persa per 1–4 contro il Brescia.
Il 30 gennaio 2023, viene richiamato dal prestito al Pisa, per poi essere ceduto con la stessa formula al Südtirol, sempre nella serie cadetta, fino al termine della stagione. Debutta con gli altoatesini l'11 febbraio seguente, subentrando a Matteo Rover all'83° minuto dell'incontro di campionato con il Como, conclusosi sull'1-1. Il 25 febbraio successivo, segna il suo primo gol per il club, aprendo le marcature nella partita di campionato contro il Palermo, poi terminata sull'1-1.

#### Ritorno all'Atalanta e all'Atalanta U23
Rientrato all'Atalanta, all'inizio della stagione 2023-2024 Cissè viene aggregato all'Atalanta U23, neonata squadra riserve del club orobico, militante in Serie C. Il 3 settembre 2023, segna il primo gol nella storia della formazione, aprendo le marcature nell'incontro di campionato con la Virtus Verona, poi perso 2-3. Lungo l'annata, colleziona otto reti in 22 presenze con la squadra U23 fra campionato e coppa.
Il 14 dicembre 2023, esordisce nelle coppe europee, subentrando a Luis Muriel all'89º minuto dell'incontro vinto per 4-0 in casa del Raków Częstochowa, valido per la fase a gironi di UEFA Europa League.

#### Prestito al San Gallo e rientro all'Atalanta U23
Il 25 luglio 2024 viene ceduto in prestito con diritto di riscatto al San Gallo, nella prima divisione svizzera. Debutta con il club tre giorni dopo, sostituendo Willem Geubbels al 65° minuto della partita di campionato contro gli Young Boys, vinta per 4-0. Il 1º agosto seguente, invece, segna la sua prima rete, decidendo la sfida in casa del Tobyl (0-1), gara di ritorno del secondo turno dei preliminari di Conference League. Infine, il 4 agosto, segna anche il suo primo gol in campionato, nella vittoria per 4-3 sul Losanna. Termina la stagione con il club svizzero con 34 presenze e 4 reti tra tutte le competizioni ufficiali (21 presenze e 2 reti in campionato, 3 presenze nella coppa nazionale svizzera e 10 presenze e 2 reti in Conference League, preliminari inclusi).
Inizia la stagione 2025-2026 nuovamente all'Atalanta, che lo aggrega alla sua formazione Under-23 in Serie C.

## Statistiche

### Presenze e reti nei club
Statistiche aggiornate al 16 agosto 2025.
| Stagione            | Squadra             | Campionato          | Campionato | Campionato | Coppe nazionali | Coppe nazionali | Coppe nazionali | Coppe continentali | Coppe continentali | Coppe continentali | Altre coppe | Altre coppe | Altre coppe | Totale | Totale |
| Stagione            | Squadra             | Comp                | Pres       | Reti       | Comp            | Pres            | Reti            | Comp               | Pres               | Reti               | Comp        | Pres        | Reti        | Pres   | Reti   |
| ------------------- | ------------------- | ------------------- | ---------- | ---------- | --------------- | --------------- | --------------- | ------------------ | ------------------ | ------------------ | ----------- | ----------- | ----------- | ------ | ------ |
| ott.2021-gen.2022   | Rinascita Refugees  | 3C                  | 8          | 18         | -               | -               | -               | -                  | -                  | -                  |             | -           | -           | 8      | 18     |
| gen.-giu.2022       | Atalanta            | A                   | 3          | 1          | CI              | 0               | 0               | UCL+UEL            | 0+0                | 0+0                |             | -           | -           | 3      | 1      |
| 2022-gen.2023       | Pisa                | B                   | 7          | 0          | CI              | 1               | 0               | -                  | -                  | -                  | -           | -           | -           | 8      | 0      |
| gen-giu. 2023       | Südtirol            | B                   | 11+1       | 2          | CI              | -               | -               | -                  | -                  | -                  | -           | -           | -           | 12     | 2      |
| 2023-2024           | Atalanta U23        | C                   | 18         | 6          | CI-C            | 4               | 2               | -                  | -                  | -                  | -           | -           | -           | 22     | 8      |
| 2023-2024           | Atalanta            | A                   | 0          | 0          | CI              | 0               | 0               | UEL                | 1                  | 0                  | -           | -           | -           | 1      | 0      |
| Totale Atalanta     | Totale Atalanta     | Totale Atalanta     | 3          | 1          |                 | 0               | 0               |                    | 1                  | 0                  |             | -           | -           | 4      | 1      |
| 2024-2025           | San Gallo           | SL                  | 21         | 2          | CS              | 3               | 0               | UECL               | 10                 | 2                  | -           | -           | -           | 34     | 4      |
| 2025-2026           | Atalanta U23        | C                   | -          | -          | CI-C            | 1               | 1               | -                  | -                  | -                  | -           | -           | -           | 1      | 1      |
| Totale Atalanta U23 | Totale Atalanta U23 | Totale Atalanta U23 | 18         | 6          |                 | 5               | 3               |                    | -                  | -                  |             | -           | -           | 23     | 9      |
| Totale carriera     | Totale carriera     | Totale carriera     | 69         | 29         |                 | 9               | 3               |                    | 11                 | 2                  |             | -           | -           | 89     | 34     |

## Palmarès

### Club

#### Competizioni internazionali
- UEFA Europa League: 1

Atalanta: 2023-2024